# Taunton (Minnesota)
Taunton és una població dels Estats Units a l'estat de Minnesota. Segons el cens del 2000 tenia 207 habitants.

## Demografia
Segons el cens del 2000, Taunton tenia 207 habitants, 72 habitatges, i 39 famílies. La densitat de població era de 79,9 habitants per km².
Dels 72 habitatges en un 23,6% hi vivien nens de menys de 18 anys, en un 47,2% hi vivien parelles casades, en un 5,6% dones solteres, i en un 45,8% no eren unitats familiars. En el 37,5% dels habitatges hi vivien persones soles el 22,2% de les quals corresponia a persones de 65 anys o més que vivien soles. El nombre mitjà de persones vivint en cada habitatge era de 2,24 i el nombre mitjà de persones que vivien en cada família era de 3.
Per edats la població es repartia de la següent manera: un 19,8% tenia menys de 18 anys, un 4,3% entre 18 i 24, un 20,8% entre 25 i 44, un 13,5% de 45 a 60 i un 41,5% 65 anys o més.
L'edat mediana era de 50 anys. Per cada 100 dones de 18 o més anys hi havia 88,6 homes.
La renda mediana per habitatge era de 23.125 $ i la renda mediana per família de 38.125 $. Els homes tenien una renda mediana de 22.500 $ mentre que les dones 20.893 $. La renda per capita de la població era de 14.658 $. Entorn del 18,5% de les famílies i el 25% de la població estaven per davall del llindar de pobresa.

## Poblacions més properes
El següent diagrama mostra les poblacions més properes.